# Liste der Monuments historiques in Hagenthal-le-Haut
Die Liste der Monuments historiques in Hagenthal-le-Haut führt die Monuments historiques in der französischen Gemeinde Hagenthal-le-Haut auf.

## Liste der Objekte
| Bezeichnung                                | Beschreibung                                                                           | Standort                            | Kennzeichnung | Schutzstatus | Datum | Bild |
| ------------------------------------------ | -------------------------------------------------------------------------------------- | ----------------------------------- | ------------- | ------------ | ----- | ---- |
| Altar                                      | Altartisch und Retabel; Holz, farbig gefasst und vergoldet, Mitte des 18. Jahrhunderts | in der Kapelle Ste-Catherine (Lage) | PM68000525    | Classé       | 1989  |      |
| Kruzifix                                   | Holz, farbig gefasst, 18. Jahrhundert                                                  | in der Kapelle Ste-Catherine (Lage) | PM68001064    | Inscrit      | 1988  |      |
| Skulptur Heilige Katharina von Alexandrien | Holz, farbig gefasst und vergoldet, um 1500                                            | in der Kapelle Ste-Catherine (Lage) | PM68000669    | Classé       | 1989  |      |
| Skulptur Heiliger Antonius der Große       | Holz, farbig gefasst, 18. oder Anfang des 19. Jahrhunderts                             | in der Kapelle Ste-Catherine (Lage) | PM68000670    | Classé       | 1989  |      |
| Skulptur Heiliger Antonius von Padua       | Holz, farbig gefasst, 18. oder 19. Jahrhundert                                         | in der Kapelle Ste-Catherine (Lage) | PM68000671    | Classé       | 1989  |      |